# Maria Ogielska
Maria Ogielska – polska biolog, prof. dr hab. nauk rolniczych, profesor zwyczajny Instytutu Biologii Środowiskowej Wydziału Nauk Biologicznych Uniwersytetu Wrocławskiego.

## Życiorys
W 1973 ukończyła studia biologiczne na Uniwersytecie Wrocławskim. 28 października 1996 habilitowała się na podstawie oceny dorobku naukowego i pracy zatytułowanej Oogeneza i różnicowanie się jajnika u hybrydogenetycznego mieszańca, Rana esculenta L., a 3 kwietnia 2009 nadano jej tytuł profesora w zakresie nauk biologicznych.
Jest zatrudniona na stanowisku profesora zwyczajnego w Instytucie Biologii Środowiskowej na Wydziale Nauk Biologicznych Uniwersytetu Wrocławskiego.

## Publikacje
- Correlation Between Ploidy and Erythrocyte Size in Pure Rana esculenta Populations[1]
- 2006: Struktura wiekowa populacji i wiek osiągania dojrzałości płciowej żab zielonych w populacji mieszanej systemu R. ridibunda – R. esculenta (Dolina Baryczy, Polska)[1]
- 2006: Występowanie salamandry plamistej Salamandra salamandra w[1]
- 2006: Formation of a Pool of Diplotene Oocytes in Juvenile Ovaries of Rana temporaria (Amphibia, Anura)[1]
- 2012: A simplified molecular method for distinguishing among species and ploidy levels in European water frogs (Pelophylax)[1]